# Supletywizm
Supletywizm (od łac. suppleō „napełniam, uzupełniam”) – w językoznawstwie i etymologii zjawisko polegające na tworzeniu form fleksyjnych danego wyrazu w oparciu o odmienne tematy fleksyjne. W odróżnieniu od alternacji, która zakłada pokrewieństwo obocznych tematów, supletywizm polega na uzupełnianiu danego paradygmatu formami pochodzącymi z paradygmatu niespokrewnionego. Supletywizm jest zjawiskiem powszechnym i dotyczy najczęściej podstawowych elementów leksyki danego języka.

## Przyczyny
U podłoża wystąpienia zjawiska supletywizmu mogą leżeć różne przyczyny, związane ze zmianą językową: fonetyczne (regularna bądź nieregularna zmiana dźwiękowa), morfologiczne (wieloznaczność końcówek) lub leksykalne (bliskość znaczeniowa dwóch leksemów). Przyczyny natury fonetycznej są relatywnie najczęstsze i odnoszą się przede wszystkim do paradygmatów czasownikowych, jak to ma miejsce w przypadku czasownika „iść” w wielu językach romańskich. Wieloznaczność końcówek prowadzi do supletywizmu najczęściej wewnątrz paradygmatów grupy nominalnej, czego skrajnym przykładem jest przebudowa walijskiej odmiany przez liczby, gdzie etymologiczne formy liczby pojedynczej używane są w charakterze rzeczowników kolektywnych, od których na nowo utworzone zostały formy pojedyncze. Bliskość znaczeniowa może wywoływać supletywizm w formach fleksyjnych wszystkich części mowy. Przykłady na to zjawisko można znaleźć m.in. w języku polskim, w stopniowaniu przymiotników (dobry — lepszy, zły — gorszy), formach czasowników (idzie — szła) czy tworzeniu liczby mnogiej (człowiek — ludzie).